# Imamat d'Oman
Pour les articles homonymes, voir Imamat (homonymie) et Oman (homonymie).
 (juin 2020).
Si vous disposez d'ouvrages ou d'articles de référence ou si vous connaissez des sites web de qualité traitant du thème abordé ici, merci de compléter l'article en donnant les références utiles à sa vérifiabilité et en les liant à la section « Notes et références ».
751–1970
Entités suivantes :
- Empire d'Oman

L'imamat d'Oman (arabe: إِمَامَة عُمَان (Imāmat ʿUmān)) fait référence à la zone historique d'Oman (arabe: عُمَان ٱلْوُسْطَى ʿUmān al-Wusṭā)) dans le sud-est de l'Arabie, dans l'actuel sultanat d'Oman. La capitale de l'imamat alternait historiquement entre Rustaq et Nizwa. Le territoire de l'imamat s'étendait au nord jusqu'à Ibri et au sud jusqu'à la région d'Alsharqiyah et les sables de Sharqiya. L'imamat était délimité à l'est par les montagnes d'Al Hajar et à l'ouest par le désert de Rub Al Khali. Les montagnes Al Hajar séparaient l'imamat d'Oman du sultanat de Mascate. L'imam élu résidait dans la capitale et Walis (gouverneurs) représentait l'Imamat dans ses différentes régions.
L'imamat d'Oman, semblable au sultanat de Mascate, était gouverné par la secte ibadi.[réf. nécessaire] Les imams ont exercé une représentation spirituelle et temporelle sur la région. L'imamat est un système de gouvernement vieux de 1200 ans mis au point par les chefs religieux ibadites d'Oman et fondé sur la charia islamique. L'imamat soutient que le dirigeant doit être élu. L'imam est considéré comme le chef de la communauté, mais le tribalisme qui fait partie de la société omanaise a encouragé une forme décentralisée de gouvernance qui aurait aidé à maintenir l'unité politique parmi les Omanais. L'imamat a établi un système gouvernemental dans lequel le dirigeant ne devait pas avoir un pouvoir politique ou militaire absolu, le pouvoir devant plutôt être partagé avec les gouverneurs locaux.
Pour prévenir les menaces locales ou externes contre l'imamat, l'imam devait recueillir le soutien des communautés et tribus locales.

## Histoire
Omani Azd se serait rendu à Bassora pour le commerce. Omani Azd a obtenu une section de Bassora, où il a pu s'installer et répondre à ses besoins. Beaucoup d'Azd qui se sont installés à Bassorah sont devenus de riches marchands et sous leur chef Muhallab bin Abi Sufrah ont commencé à étendre l'influence du pouvoir vers l'est en direction de Khorasan. L'Ibadi Islam est originaire de Bassora avec son fondateur Abdullah ibn Ibada vers l'an 650 de notre ère, suivi par l'Azd en Irak. Plus tard, al-Hajjaj ibn Yusuf, le gouverneur omeyyade d'Irak, est entré en conflit avec les Ibadis, ce qui les a forcés à se rendre à Oman. Parmi ceux qui sont retournés à Oman, il y avait le savant Jabir ibn Zayd, un Omani Azdi. Son retour et le retour de nombreux autres érudits ont grandement amélioré le mouvement ibadite à Oman. On estime que l'imamat a été établi en 750 EC (ère chrétienne), peu de temps après la chute des Omeyyades.
L'imamat a tour à tour gouverné tantôt des parties, tantôt la totalité des terres actuelles d'Oman et d'outre-mer. À son apogée, l'imamat a pu expulser les colonisateurs portugais d'Oman et a établi une puissance maritime qui a étendu son empire au golfe Persique et à l'Afrique de l'Est au cours du XVIIe siècle. Bien que l'imamat était isolé par les montagnes Hajar et le désert du Quart Vide, il avait un commerce mondial important ; il exportait des dattes séchées, des limes et des textiles de coton faits à la main, et il importait d'autres produits. La majorité des échanges avait lieu avec le sous-continent indien.
Au milieu du XVIIIe siècle, Ahmed bin Sa'id Al Bu Said, qui venait d'un petit village à l'intérieur d'Oman, a expulsé les colonisateurs persans d'Oman et est devenu l'imam élu d'Oman, avec Rustaq comme capitale. À la mort de l'Imam Ahmed en 1783, la souveraineté d'Oman était divisée entre d'une part la région côtière, qui a suivi une ligne de succession héréditaire dirigée par Albusaidi Sultans à Mascate, et d'autre part l'intérieur d'Oman, qui a conservé l'imamat électif et a ensuite déplacé sa capitale de Rustaq à Nizwa. L'empire britannique tenait à dominer le sud-est de l'Arabie pour étouffer la domination croissante des autres puissances européennes et affaiblir l'empire omanais au cours du XVIIIe siècle. L'empire britannique a donc pris la décision de soutenir les sultans Albusaidi de Mascate. L'empire britannique a établi une série de traités avec les sultans dans le but de promouvoir l'intérêt politique et économique britannique à Mascate, en échange de l'octroi d'une protection aux sultans. Le sultanat est finalement devenu de plus en plus dépendant des prêts et des conseils politiques britanniques. Il y avait souvent des tensions entre les imams et les sultans de Mascate. Les différends entre l'imamat et le Sultanat étaient généralement d'origine politique. Les Omanais de l'intérieur pensaient que le souverain devait être élu et rejetaient le contrôle politique et économique croissant des Britanniques sur Muscat et Oman. En 1913, l'imam Salim ibn Rashid al-Kharusi a déclenché une rébellion anti-muscat qui a duré jusqu'en 1920, lorsque l'imamat a établi la paix avec le sultanat par la signature du traité de Seeb. Le traité a abouti à une scission de facto entre Oman et Muscat, la partie intérieure (Oman) étant dirigée par l'imamat et la partie côtière (Muscat) gouvernée par le sultanat. Iraq Petroleum Company, qui a signé une concession pétrolière avec le sultan de Mascate en 1937, en a déduit qu'il y avait sans doute du pétrole dans les régions intérieures d'Oman. En 1954, un nouvel imam, Ghalib Alhinai, a défendu l'imamat contre les attaques du sultanat de Mascate, soutenu par le gouvernement britannique. Le sultan Said Bin Taimur de Muscat, avec le soutien direct des forces britanniques, a pu vaincre l'imamat lors de la guerre du Djebel Akhdar qui a duré jusqu'en 1959. Les noms Muscat et Oman ont été remplacés par le sultanat d'Oman en 1970.
Dans l'usage courant, "Oman" peut également se référer à l'ensemble du sultanat actuel, non incluses les enclaves de Musandam et Madha.